# Young Buffaloes Ladies FC
Young Buffaloes Ladies FC es un club de fútbol femenino profesional suazi de Mbabane que juega en la Liga Femenina de Eswatini, la división más grande del fútbol femenino suazi. 

## Historia

### temporada 2022
En la temporada 2021-22 de la Liga Femenina de Eswatini, lograron una campaña perfecta, ganando los 24 partidos, anotando un récord de liga con 221 goles y sin conceder ningún tanto. Han dominado la liga durante las últimas tres temporadas, consolidándose como el equipo más fuerte del campeonato. 

### temporada 2024

#### Liga de Campeones Femenina COSAFA
Comenzaron su participación en la Liga de Campeones Femenina COSAFA 2024 con una derrota por 2-1 ante la Ascent Academy de Malawi. En su segundo partido, empataron 1-1 contra Gaborone United Ladies de Botswana. En su último encuentro de la fase de grupos (Grupo B), lograron una contundente victoria por 4-0 sobre la UD Lichinga de Mozambique. Gracias a este resultado, terminaron en la segunda posición del Grupo B, lo que les permitió clasificarse por primera vez para la fase eliminatoria. Esta hazaña también las convierte en el primer equipo de Eswatini en alcanzar los octavos de final de la Liga de Campeones Femenina COSAFA.

## Honores
| Tipo      | Competencia               | Valores | Temporadas ganadoras               | Finalistas |
| --------- | ------------------------- | ------- | ---------------------------------- | ---------- |
| Doméstico | Liga femenina de Eswatini | 6       | 2015, 2016, 2019, 2022, 2023, 2024 |            |